# Нємиські (герб)
Нємиські (пол.Niemyski) – шляхетський герб, різновид герба Яструбець.

## Опис герба
У блакитному полі золота підкова баром донизу, в якій стріла вістрям ввгору, що розривається на оперенні.
Клейнод: яструб, що злітає, з золотими дзвінками на лапах, у правій тримає підкову зі стрілою (як у щиті).

## Гербовий рід
На підставі досліджень Тадеуша Гайля, гербом Нємиські, користувалася сім'я Нємиських (Niemyski).